# Vochol

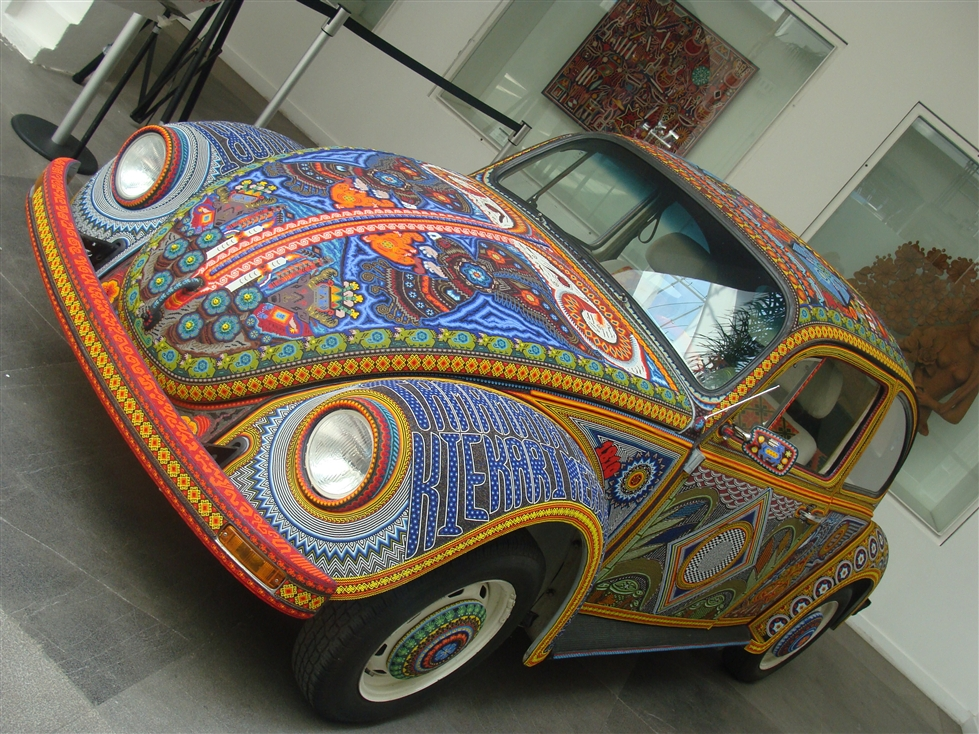
La Vochol (juin 2011)

La Vochol est une Volkswagen Coccinelle décorée avec des perles traditionnelles huichols (Wirrárika) du centre-ouest du Mexique. Le nom, créé par José Jaime Volochinsky, est une combinaison de « vocho », terme populaire pour désigner les Coccinelles VW au Mexique, et « Huichol », nom commun du groupe autochtone Wirrárika. Le projet est parrainé par des organismes associés au Museo de Arte Popular, à Mexico, aux états de Jalisco et de Nayarit et à d’autres organisations publiques et privées. La Volkswagen était recouverte de 2 277 000 perles appliquées par huit artisans de deux familles huichols dans un design exclusif basé sur la culture huichol. 

## Sponsoring et but
Le travail est parrainé par un certain nombre d'organisations privées et publiques, y compris l'Association des amis du Museo de Arte Popular, le Secrétariat de la culture du gouvernement de Jalisco et le Consejo Estatal para la Cultura y las Artes de l'état de Nayarit,. Le but de ce travail est de créer un projet d'art populaire pour le XXIe siècle qui démontre la nature rituelle, le savoir-faire et la culture du perlage des Huichols. Le perlage est un artisanat traditionnel des Huichols qui commencent par décorer des cornes de taureau, puis des gourdes, des masques et des silhouettes en forme de tête de jaguar. À l'origine, le métier est fait avec des graines, mais est aujourd'hui fait avec des perles en plastique et en verre. L'artisanat évolue toujours et le perlage peut être trouvé sur divers matériaux modernes, tels que le verre, la pierre, la céramique et le métal. Traditionnellement, les perles sont apposées avec une sorte de cire provenant de Campeche.

## Œuvre
L'œuvre est créée par huit artisans de deux familles Huichols, les Bautistas de l'état de Jalisco et les Ortiz de l'état de Nayarit,. Les artisans travaillent sous la direction de Francisco Bautista pour décorer le châssis et l'intérieur du véhicule dans un design exclusif,. Pour les artisans, la voiture est non seulement une source d’emplois, mais également un moyen de promouvoir leur art et leur savoir-faire. Les artisans travaillent 4 760 heures avec 2 277 000 perles pesant quatre-vingt-dix kilogrammes et fixées avec seize kilogrammes de résine pouvant supporter une température de 200 °C,. Le projet à l'Hospicio Cabañas de Guadalajara dure plus de sept mois et débute en mai 2010. Plus tard, les travaux se poursuivent au Centre d'éducation pour les cultures populaires et autochtones de Nayarit. Les touches finales sont placées sur la voiture au Museo de Arte Popular de Mexico,.
Les images représentent les divinités et la culture huichol. Celles-ci incluent, sur le capot de la voiture, deux serpents au-dessus des nuages, représentant la pluie. Le dos présente des images d'offrandes et un canot dirigé par un chaman. Les côtés montrent les dieux du soleil, du feu, du maïs, du cerf et du peyotl, tous importants pour la culture huichol. Le toit contient un grand soleil et quatre aigles, qui représentent l'union entre l'homme et les dieux. Il y a aussi un œil de Dieu, qui est une figure à cinq points. Le centre représente la source de la vie, l'est représente la lumière, la force et la connaissance. L'ouest est associé à l'histoire des ancêtres; le sud est associé à l'agriculture et le nord est l'endroit où l'histoire se termine ou l'aboutissement des éléments. Ces directions sont associées aux états de Jalisco (centre), San Luis Potosí (est), Nayarit (ouest), Colima et Michoacán (sud) et Durango (nord),. Les ailes avant contiennent l'expression « 200 ans d'indépendance » et «100 ans depuis la révolution mexicaine » en langue wixarika,.

## Présentation et futur de l'œuvre
Une fois les travaux terminés, la Coccinelle est dévoilée lors de la huitième édition de la Zona MACO (México Arte Contemporáneo) à Guadalajara par le président du Conseil national pour la culture et les arts (Conaculta), Consuelo Sáizar, en décembre 2010,. La voiture est ensuite transportée au Museo de Arte Popular de Mexico pour y être exposée. La prochaine étape est une tournée internationale pour exposer l’œuvre dans des musées de diverses régions du monde, notamment des États-Unis, de l’Europe, de l’Asie, du Moyen-Orient et de l’Amérique du Sud,.

## Galerie de photographies

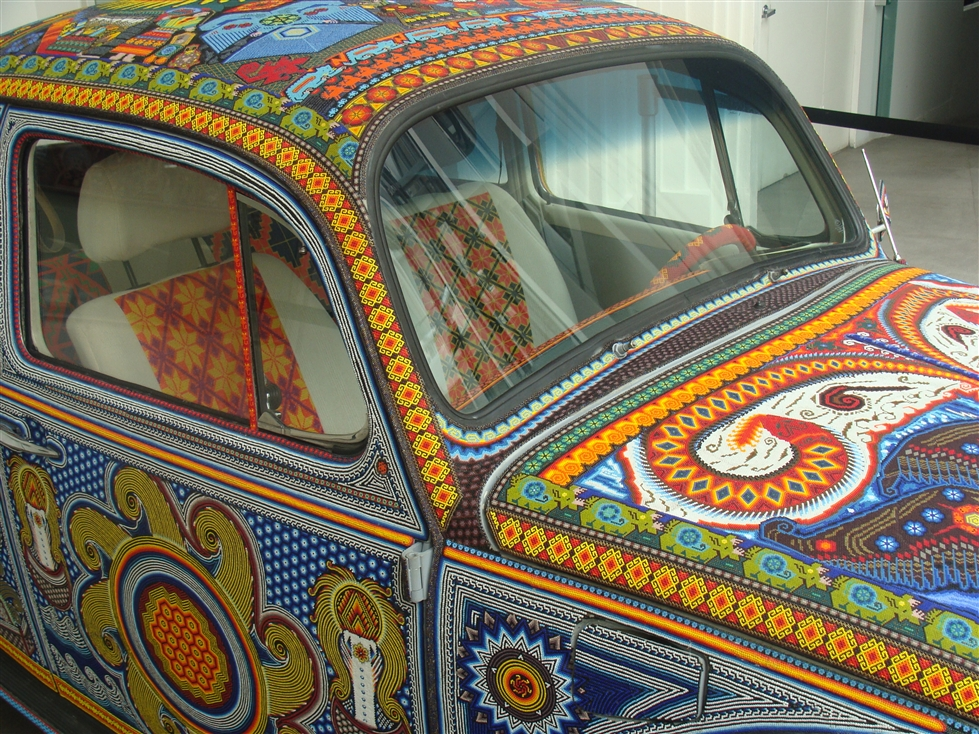
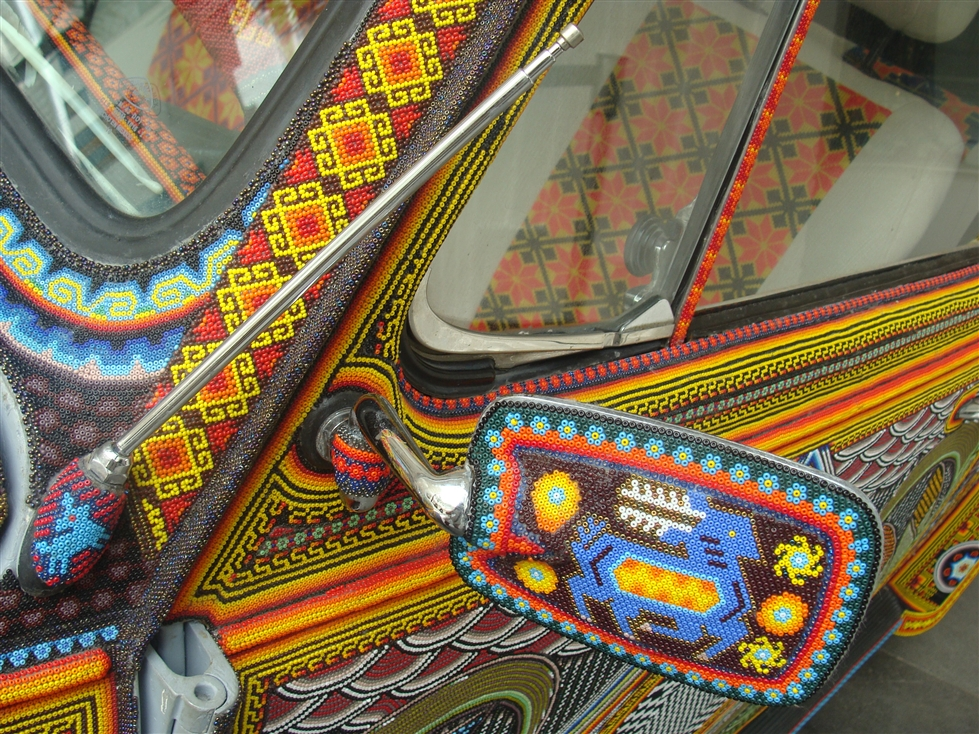
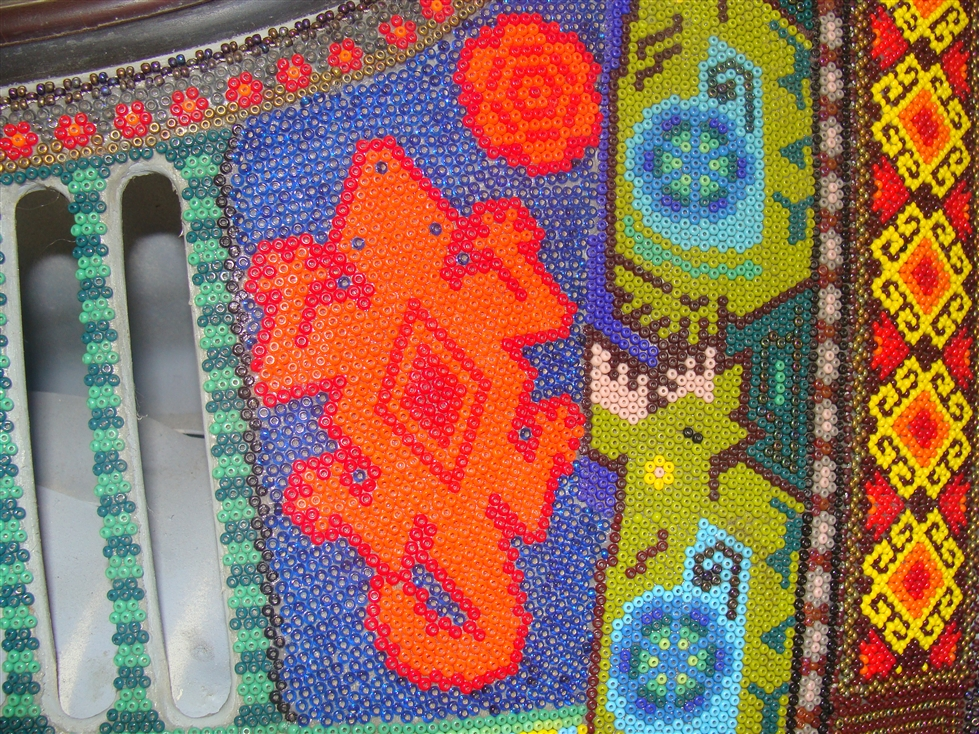
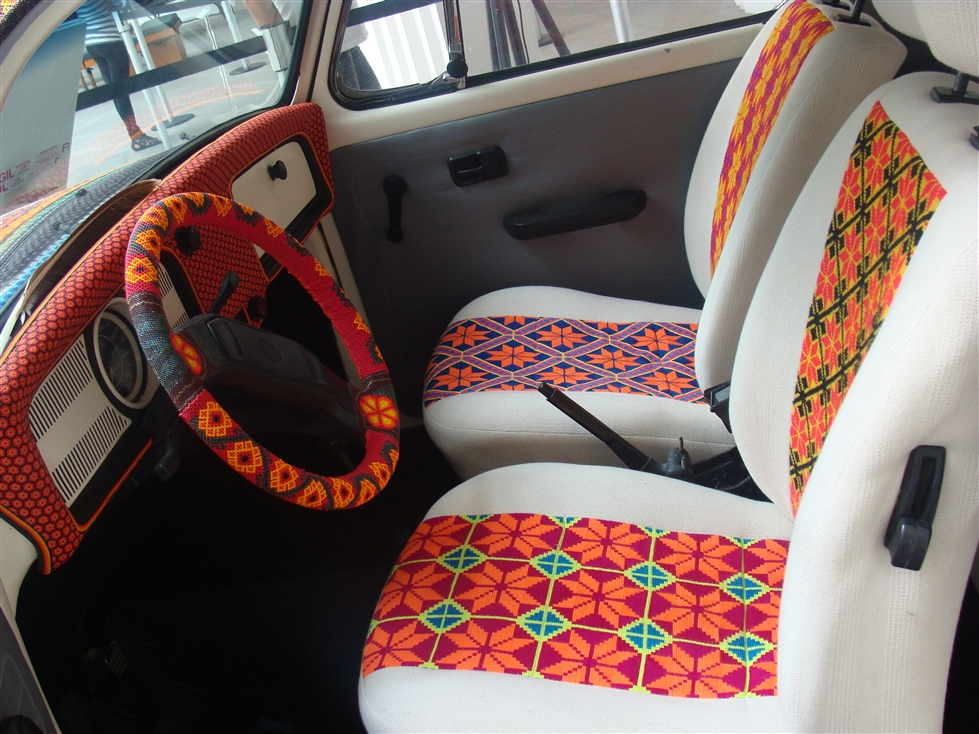
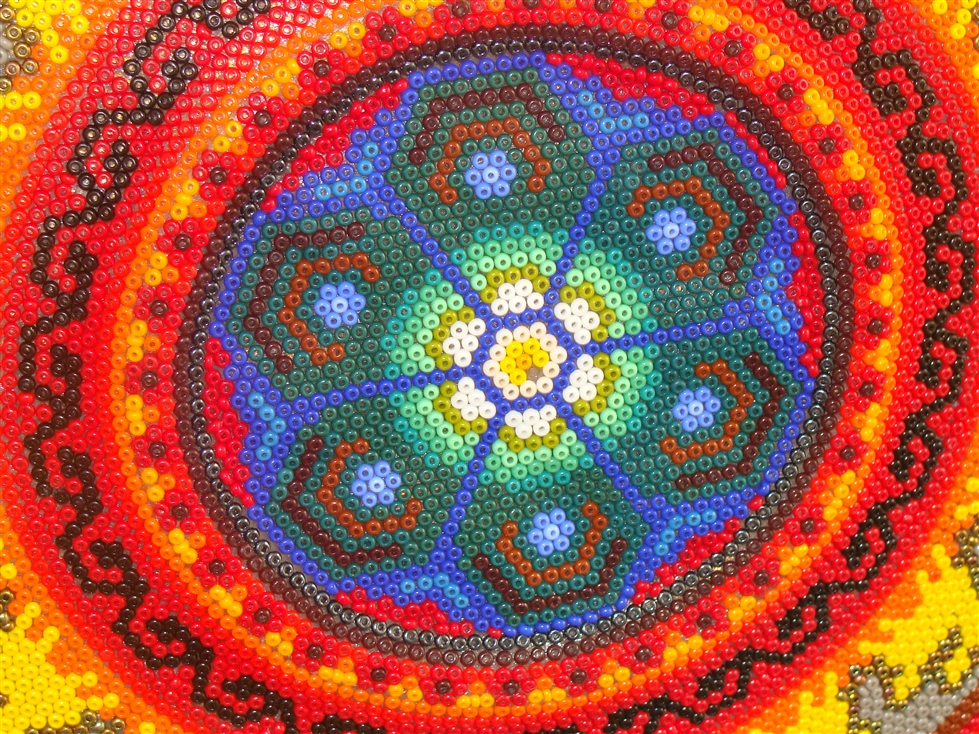
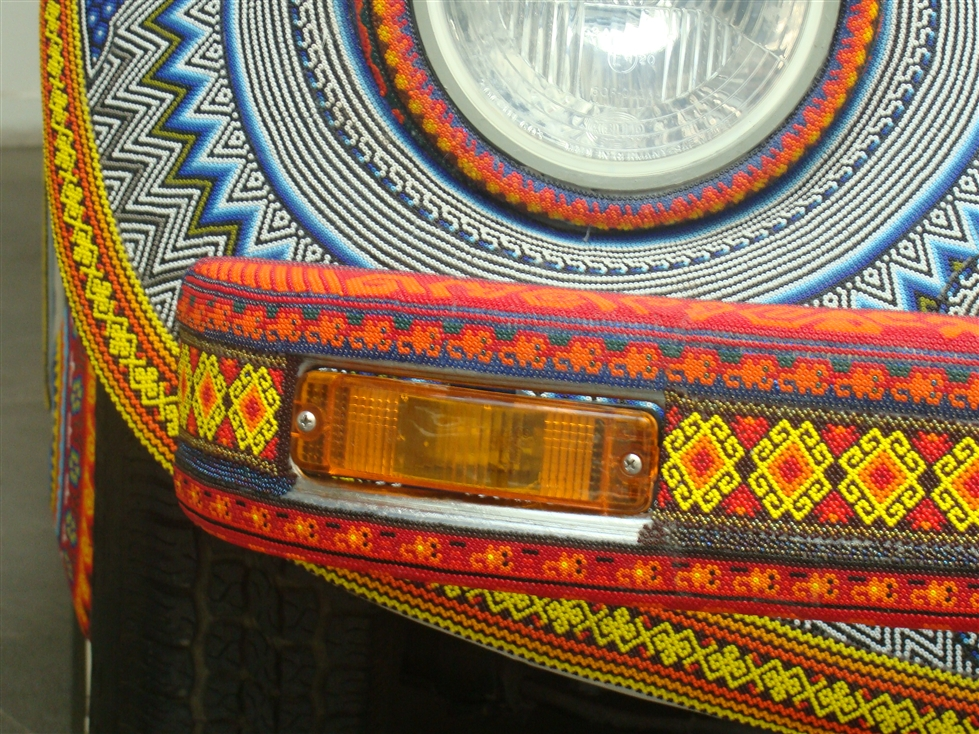